# Viladieu (Cantal)
Villedieu és un municipi francès situat al departament de Cantal i a la regió d'Alvèrnia-Roine-Alps. L'any 2007 tenia 531 habitants.

## Demografia

### Població
El 2007 la població de fet de Villedieu era de 531 persones. Hi havia 204 famílies de les quals 36 eren unipersonals (24 homes vivint sols i 12 dones vivint soles), 64 parelles sense fills, 88 parelles amb fills i 16 famílies monoparentals amb fills.
La població ha evolucionat segons el següent gràfic:
Habitants censats

### Habitatges
El 2007 hi havia 258 habitatges, 206 eren l'habitatge principal de la família, 37 eren segones residències i 15 estaven desocupats. 243 eren cases i 14 eren apartaments. Dels 206 habitatges principals, 183 estaven ocupats pels seus propietaris, 21 estaven llogats i ocupats pels llogaters i 2 estaven cedits a títol gratuït; 2 tenien una cambra, 6 en tenien dues, 27 en tenien tres, 60 en tenien quatre i 111 en tenien cinc o més. 196 habitatges disposaven pel capbaix d'una plaça de pàrquing. A 86 habitatges hi havia un automòbil i a 108 n'hi havia dos o més.

### Piràmide de població
La piràmide de població per edats i sexe el 2009 era:
| Homes | Edats   | Dones |
| ----- | ------- | ----- |
| 0     | 95 o +  | 4     |
| 4     | 90 a 94 | 0     |
| 0     | 85 a 89 | 4     |
| 4     | 80 a 84 | 4     |
| 12    | 75 a 79 | 8     |
| 16    | 70 a 74 | 12    |
| 4     | 65 a 69 | 0     |
| 16    | 60 a 64 | 16    |
| 8     | 55 a 59 | 12    |
| 16    | 50 a 54 | 8     |
| 12    | 45 a 49 | 20    |
| 12    | 40 a 44 | 8     |
| 48    | 35 a 39 | 32    |
| 20    | 30 a 34 | 36    |
| 16    | 25 a 29 | 24    |
| 4     | 20 a 24 | 4     |
| 20    | 15 a 19 | 12    |
| 12    | 10 a 14 | 16    |
| 24    | 5 a 9   | 24    |
| 16    | 0 a 4   | 12    |

## Economia
El 2007 la població en edat de treballar era de 356 persones, 275 eren actives i 81 eren inactives. De les 275 persones actives 264 estaven ocupades (151 homes i 113 dones) i 11 estaven aturades (5 homes i 6 dones). De les 81 persones inactives 28 estaven jubilades, 30 estaven estudiant i 23 estaven classificades com a «altres inactius».

### Ingressos
El 2009 a Villedieu hi havia 208 unitats fiscals que integraven 537 persones, la mediana anual d'ingressos fiscals per persona era de 17.689 €.

### Activitats econòmiques
Dels 19 establiments que hi havia el 2007, 1 era d'una empresa extractiva, 5 d'empreses de fabricació d'altres productes industrials, 5 d'empreses de construcció, 1 d'una empresa de transport, 1 d'una empresa d'hostatgeria i restauració, 2 d'empreses de serveis, 2 d'entitats de l'administració pública i 2 d'empreses classificades com a «altres activitats de serveis».
Dels 7 establiments de servei als particulars que hi havia el 2009, 1 era una funerària, 1 paleta, 1 guixaire pintor, 3 fusteries i 1 restaurant.
L'any 2000 a Villedieu hi havia 31 explotacions agrícoles que ocupaven un total de 1.575 hectàrees.

## Equipaments sanitaris i escolars
El 2009 hi havia 1 escola maternal i 1 escola elemental.

## Poblacions més properes
El següent diagrama mostra les poblacions més properes.